# Model 1812 Musket
O Springfield Model 1812 Musket é um mosquete de pederneira de calibre .69" fabricado no início do século XIX no Arsenal Springfield.

## Visão geral
O Springfield Model 1812 foi uma tentativa de melhorar o processo de design e fabricação do mosquete anterior, o "Model 1795", que revelou muitas fraquezas na Guerra de 1812. Esse projeto continuava sendo muito inspirado no mosquete francês Charleville Modèle 1777.
O mosquete Springfield Model 1812 chegou tarde demais para ser usado na Guerra de 1812, mas mais tarde se tornaria a arma padrão para unidades de infantaria e milícia regulares.

## Características
O Model 1812 era um mosquete de calibre ,69 in (17,5 mm) com cano de alma lisa, de 42 in (1 070 mm) de comprimento e uma coronha de 54 in (1 370 mm)  e comprimento total de 57 in (1 450 mm). O que distinguia o Model 1812 dos demais mosquetes usados pelo Exército eram as pequenas molas retangulares usadas para prender as cintas metálicas que prendiam o cano à coronha.

### Produção
O Model 1812 foi produzido apenas em Springfield, enquanto o o M1795 continuaria em produção na Harpers Ferry até 1818. Quase 30.000 deles foram produzidos entre os anos de 1814 e 1816. Ele foi substituído pelo Model 1816, no entanto, o Model 1812 permaneceu em serviço por muitos anos, e até foi usado na Guerra Civil Americana, principalmente pelas forças confederadas. No início da Guerra Civil, a arma era considerada velha e obsoleta, mas era necessária para suprir a escassez de armas.
Alguns mosquetes Model 1812 foram posteriormente convertidos para o mecanismo de disparo por percussão. O sistema de espoleta de percussão era muito mais confiável e à prova de intempéries do que o sistema de pederneira usado no Model 1812 em sua configuração original.